# Pimprez
Pimprez és un municipi francès, situat al departament de l'Oise i a la regió dels Alts de França. L'any 2007 tenia 709 habitants.

## Demografia

### Població
El 2007 la població de fet de Pimprez era de 709 persones. Hi havia 256 famílies de les quals 46 eren unipersonals (27 homes vivint sols i 19 dones vivint soles), 80 parelles sense fills, 119 parelles amb fills i 11 famílies monoparentals amb fills.
La població ha evolucionat segons el següent gràfic:
Habitants censats

### Habitatges
El 2007 hi havia 280 habitatges, 260 eren l'habitatge principal de la família, 5 eren segones residències i 15 estaven desocupats. 277 eren cases i 3 eren apartaments. Dels 260 habitatges principals, 226 estaven ocupats pels seus propietaris, 31 estaven llogats i ocupats pels llogaters i 4 estaven cedits a títol gratuït; 6 tenien dues cambres, 31 en tenien tres, 76 en tenien quatre i 147 en tenien cinc o més. 218 habitatges disposaven pel capbaix d'una plaça de pàrquing. A 82 habitatges hi havia un automòbil i a 158 n'hi havia dos o més.

### Piràmide de població
La piràmide de població per edats i sexe el 2009 era:
| Homes | Edats   | Dones |
| ----- | ------- | ----- |
| 0     | 95 o +  | 0     |
| 4     | 90 a 94 | 4     |
| 0     | 85 a 89 | 4     |
| 4     | 80 a 84 | 4     |
| 0     | 75 a 79 | 8     |
| 20    | 70 a 74 | 12    |
| 8     | 65 a 69 | 4     |
| 12    | 60 a 64 | 12    |
| 12    | 55 a 59 | 8     |
| 32    | 50 a 54 | 20    |
| 16    | 45 a 49 | 20    |
| 36    | 40 a 44 | 44    |
| 28    | 35 a 39 | 20    |
| 36    | 30 a 34 | 28    |
| 28    | 25 a 29 | 20    |
| 20    | 20 a 24 | 20    |
| 16    | 15 a 19 | 40    |
| 12    | 10 a 14 | 32    |
| 16    | 5 a 9   | 24    |
| 24    | 0 a 4   | 28    |

## Economia
El 2007 la població en edat de treballar era de 483 persones, 368 eren actives i 115 eren inactives. De les 368 persones actives 336 estaven ocupades (180 homes i 156 dones) i 32 estaven aturades (16 homes i 16 dones). De les 115 persones inactives 45 estaven jubilades, 37 estaven estudiant i 33 estaven classificades com a «altres inactius».

### Ingressos
El 2009 a Pimprez hi havia 269 unitats fiscals que integraven 740 persones, la mediana anual d'ingressos fiscals per persona era de 19.959 €.

### Activitats econòmiques
Dels 16 establiments que hi havia el 2007, 1 era d'una empresa extractiva, 3 d'empreses de fabricació d'altres productes industrials, 3 d'empreses de construcció, 1 d'una empresa de comerç i reparació d'automòbils, 3 d'empreses de transport, 2 d'empreses de serveis, 1 d'una entitat de l'administració pública i 2 d'empreses classificades com a «altres activitats de serveis».
Dels 3 establiments de servei als particulars que hi havia el 2009, 1 era una fusteria i 2 lampisteries.
L'any 2000 a Pimprez hi havia 5 explotacions agrícoles.

## Equipaments sanitaris i escolars
El 2009 hi havia una escola elemental.

## Poblacions més properes
El següent diagrama mostra les poblacions més properes.